# Michael Schultz
Michael Schultz (ur. 10 listopada 1938 w Milwaukee w stanie Wisconsin) – amerykański reżyser filmowy, teatralny i telewizyjny. Znany głównie jako twórca komedii.

## Filmografia
Filmy:
- Myjnia samochodowa (1976)
- Która droga w górę? (1977)
- Błyskawicznie (1977)
- Klub samotnych serc sierżanta Pieprza (1978)
- Łowcy rupieci (1979)
- Autobus wolności (1981; oficjalnie jako reżyser wymieniany jest Oz Scott)
- Dokładnie tacy sami (1981)
- Ostatni smok (1985)
- Trzech wesołych pielęgniarzy (1987)
- Tarzan na Manhattanie (1989)
- Przygody młodego Indiany Jonesa (wyreżyserował następujące części: Kaprysy Hollywood (1994), Podróże z ojcem (1996), Wiek niewinności (1999), Moja pierwsza przygoda (2002))

Seriale TV:
- Starsky i Hutch (1975-79); reż. 2 odcinków
- Gdzie diabeł mówi dobranoc (1992-96); 7 odc.
- Diagnoza morderstwo (1993-2001); 1 odc.
- Szpital Dobrej Nadziei (1994-2000); 4 odc.
- Podróż do Ziemi Obiecanej (1996-99); 4 odc.
- JAG – Wojskowe Biuro Śledcze (1995-2005); 3 odc.
- Dotyk anioła (1994-2003); 8 odc.
- Ally McBeal (1997-2002); 7 odc.
- Kancelaria adwokacka (1997-2004); 8 odc.
- Czarodziejki (1998-2006); 2 odc.
- Wbrew regułom (2001-02); 1 odc.
- Boston Public (2000-04); 2 odc.
- Everwood (2002-06); 16 odc.
- Bracia i siostry (2006-11); 13 odc.
- Dowody zbrodni (2003-10); 1 odc.
- Seks, kasa i kłopoty (2007-09); 2 odc.
- Eli Stone (2008-09); 3 odc.
- Chuck (2007-12); 3 odc.
- Arrow (2012-20); 8 odc.
- Tajemnice Laury (2014-16); 4 odc.
- Czarno to widzę (od 2014); 6 odc.
- Jess i chłopaki (2011-18); 3 odc.
- Star (2016-19); 1 odc.
- Dawno, dawno temu (2011-18); 1 odc.
- Code Black: Stan krytyczny (2015-18); 1 odc.
- Turbulencje (od 2018); 1 odc.
- All American (od 2018); 4 odc.